# Ayden Owens-Delerme
Ayden Owens-Delerme (né le 28 mai 2000 à Pittsburgh aux États-Unis) est un athlète portoricain spécialiste des épreuves combinées.

## Biographie
Étudiant à l'Université de l'Arkansas, il remporte en 2022 les championnats NCAA en portant son record personnel à 8 457 pts. Plus tard dans la saison, il réalise 8 528 pts à Walnut.
Lors de la première journée du décathlon des championnats du monde 2022, à Eugene, il bat ses records personnels du saut en longueur (7,64 m), du saut en hauteur (2,02 m) et du 400 m (45 s 07, à 7/100e de la meilleure performance jamais réalisée lors d'un décathlon) et occupe la première place du classement général à l'issue des 5 premières épreuves. Il rétrograde à la 4e place à l'issue des deux journées de compétition après avoir néanmoins remporté la dernière épreuve du 1 500 m. Il établit un nouveau record national avec 8 532 pts.
Les 10 et 11 mars 2023 au cours des championnats NCAA en salle à Albuquerque, Ayden Owens-Delerme devient le troisième meilleur performeur  de l'histoire à l'heptathlon en totalisant 6 518 points, se classant néanmoins dans ce concours derrière son compatriote Kyle Garland qui établit la deuxième performance de tous les temps avec 6 639 points.
En avril 2024 Ayden Owens-Delerme réalise la meilleure performance mondiale de l'année à Walnut avec 8 732 points, améliorant son record de 200 pts.

## Palmarès
| Date | Compétition                              | Lieu         | Résultat | Épreuve   | Marque    |
| ---- | ---------------------------------------- | ------------ | -------- | --------- | --------- |
| 2022 | Championnats du monde                    | Eugene       | 4e       | Décathlon | 8 532 pts |
| 2023 | Jeux d'Amérique centrale et des Caraïbes | San Salvador | 1er      | Décathlon | 8 218 pts |
| 2024 | Jeux olympiques                          | Paris        | 9e       | Décathlon | 8 437 pts |

## Records
| Épreuve           | Performance    | Lieu         | Date            |
| ----------------- | -------------- | ------------ | --------------- |
| 100 m             | 10 s 27        | Walnut       | 13 avril 2022   |
| Saut en longueur  | 7,72 m         | Budapest     | 25 août 2023    |
| Lancer du poids   | 16,26 m        | Walnut       | 17 avril 2024   |
| Saut en hauteur   | 2,02 m         | Eugene       | 23 juillet 2022 |
| 400 m             | 45 s 07 (NR)   | Eugene       | 23 juillet 2022 |
| 110 m haies       | 13 s 59 (w)    | Fayetteville | 23 juin 2023    |
| Lancer du disque  | 47,42 m        | Champaign    | 2 mai 2025      |
| Saut à la perche  | 5,10 m         | Walnut       | 18 avril 2024   |
| Lancer du javelot | 59,28 m        | Walnut       | 18 avril 2024   |
| 1 500 m           | 4 min 13 s 02  | Eugene       | 24 juillet 2022 |
| Décathlon         | 8 732 pts (NR) | Walnut       | 18 avril 2024   |

| Épreuve          | Performance    | Lieu         | Date            |
| ---------------- | -------------- | ------------ | --------------- |
| 60 m             | 6 s 75         | Birmingham   | 8 mars 2022     |
| Saut en longueur | 7,82 m         | Albuquerque  | 10 mars 2023    |
| Lancer du poids  | 15,27 m        | Albuquerque  | 10 mars 2023    |
| Saut en hauteur  | 2,04 m         | Fayetteville | 28 janvier 2022 |
| 60 mètres haies  | 7 s 71 (=NR)   | Albuquerque  | 4 février 2023  |
| Saut à la perche | 4,96 m         | Albuquerque  | 11 mars 2023    |
| 1 000 m          | 2 min 31 s 55  | Birmingham   | 12 mars 2022    |
| Heptathlon       | 6 518 pts (NR) | Albuquerque  | 11 mars 2023    |